# 모건 라이브러리 & 뮤지엄

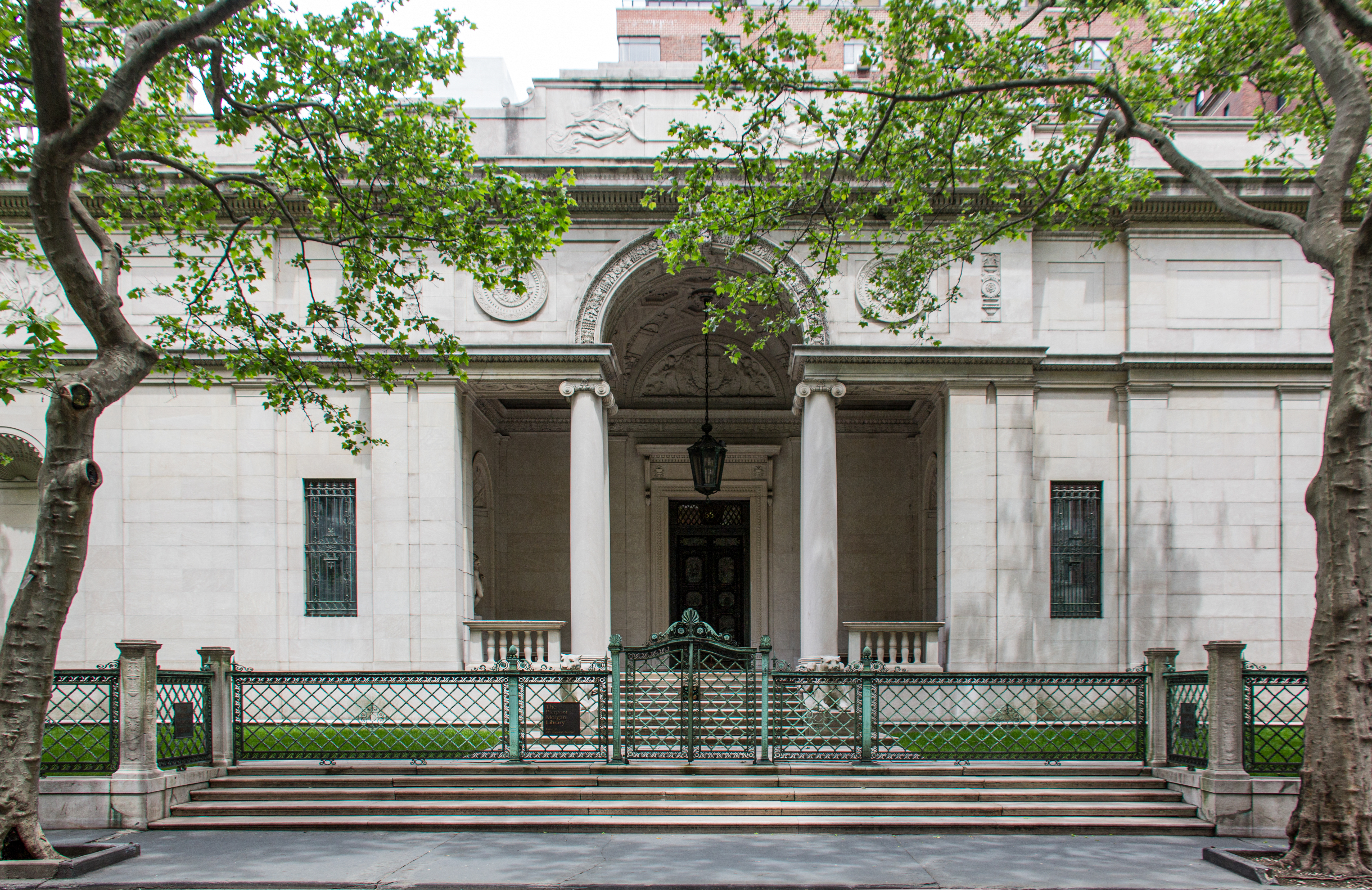
주 건물

모건 라이브러리 & 뮤지엄(Morgan Library & Museum, 원 명칭: 피어폰트 모건 라이브러리, Pierpont Morgan Library) 또는 구어체로 모건(Morgan)은 미국 뉴욕주 맨해튼 머레이힐(Murray Hill) 인근 매디슨가 225번지에 위치한 박물관이자 연구 도서관이다. 1906년에 개인 도서관으로 완공되었다. 은행가 J. P. 모건의 도서관인 이 기관에는 350,000개 이상의 소장품이 있다. 2024년 기준 박물관은 콜린 B. 베일리(Colin B. Bailey)가 감독하고 이사회가 관리한다.
이 사이트는 이전에 여러 펠프스가(家) 거주지가 차지했다. J. P. 모건은 1880년에 이러한 주택 중 하나를 구입했으며 19세기 후반에 수천 점의 유물을 수집한 후 1902년에서 1906년 사이에 주요 도서관 건물을 세웠다. 이 도서관은 J. P. 모건의 아들인 존 피어폰트 모건 주니어(John Pierpont Morgan Jr.)에 의해 1924년에 공공 기관으로 지정되었다. 모건 라이브러리는 아버지의 뜻에 따라 1928년, 1962년, 1991년에 추가 확장이 완료되었다. 모건 라이브러리는 2006년 대규모 확장이 완료된 후 모건 라이브러리 & 뮤지엄으로 이름이 변경되었다. 추가 개조 공사는 2010년과 2022년에 완료되었다.
모건 라이브러리 & 뮤지엄은 여러 구조로 구성되어 있다. 본관은 맥킴, 미드 앤드 화이트(McKim, Mead and White) 회사의 찰스 맥킴이 설계했으며, 별관은 벤자민 위스타 모리스(Benjamin Wistar Morris)가 설계했다. 아이작 뉴턴 펠프스(Isaac Newton Phelps)가 지은 231 매디슨가에 있는 19세기 이탈리아식 브라운스톤 주택도 부지의 일부이다. 이 단지에는 렌초 피아노와 베이어 블라인더 벨(Beyer Blinder Belle)이 디자인한 유리 입구 건물을 포함하여 세 개의 추가 구조물이 포함되어 있다. 본관과 그 내부는 뉴욕시 지정 랜드마크이자 국립 역사 랜드마크이며, 231 매디슨가에 있는 주택은 도시 랜드마크로 지정되어 있다.
모건 라이브러리 & 뮤지엄에는 조명 원고, 작가의 원본 원고, 서적 및 악보가 포함되어 있다. 모건에는 그림, 사진, 그림, 지도 및 기타 물건 모음도 보관되어 있다. 박물관은 영구 소장품 외에도 임시 전시회와 콘서트, 강연 등의 행사를 개최해 왔다. 컬렉션과 원래 건물의 건축물은 수년 동안 칭찬을 받았지만 별관의 건축물은 엇갈린 평가를 받았다.